# Carnaxide
Carnaxide is een plaats en freguesia in de Portugese gemeente Oeiras in het district Lissabon. In 2001 was het inwonertal 21.353 op een oppervlakte van 6,63 km². Carnaxide heeft sinds 1991 de status van Vila.